# Marianne Thyssen

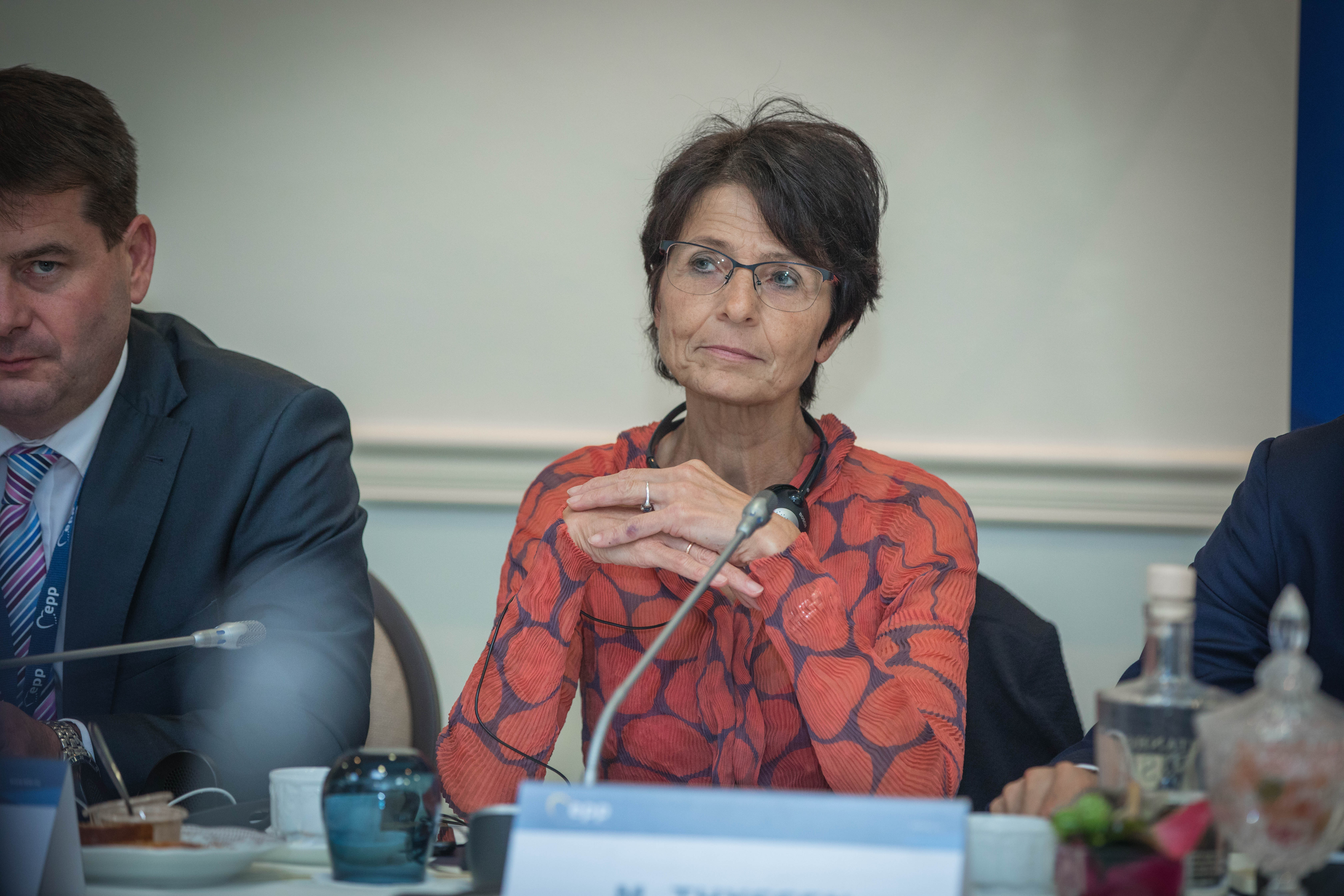
Marianne Thyssen.

Marianne Thyssen, född 24 juli 1956 i Sint-Gillis-Waas i Östflandern, är en belgisk kristdemokratisk politiker. Sedan 1991 är hon ledamot av Europaparlamentet och 2008 blev hon partiledare för Kristdemokratisk och Flamländsk (CD&V).
I Europaparlamentet var hon under sin första valperiod ledamot av delegationen för förbindelserna med Aseans medlemsländer, Aseans interparlamentariska organisation (AIPO) och Sydkorea, utskottet för ekonomi, valutafrågor och industripolitik och delegationen för förbindelserna med Japan. I sin andra valperiod var hon ledamot av tillfälliga utskottet för sysselsättning, utskottet för ekonomi, valutafrågor och industripolitik och delegationen för förbindelserna med Centralamerika och Mexiko. Under tredje valperioden var hon ledamot av utskottet för ekonomi och valutafrågor, utskottet för rättsliga frågor och den inre marknaden och delegationen för förbindelserna med Kanada. Den fjärde valperioden, från 2004 till 2009, var hon ledamot av utskottet för den inre marknaden och konsumentskydd, delegationen till den parlamentariska samarbetskommittén EU-Ukraina och det tillfälliga utskottet för klimatförändringar. Från 2009 till 2014 var hon ledamot av utskottet för ekonomi och valutafrågor och delegationen till den gemensamma parlamentarikerkommittén EU-Turkiet.
Hon var under sin första valperiod dessutom suppleant för utskottet för socialfrågor, sysselsättning och arbetsmiljö, utskottet för miljö, folkhälsa och konsumentskydd och delegationen för förbindelserna med Australien och Nya Zeeland. I den andra valperioden var hon suppleant för utskottet för miljö, folkhälsa och konsumentskydd, tillfällig undersökningskommitté om BSE (Bovin spongiform encefalopati) och det tillfälliga utskottet för uppföljning av rekommendationerna beträffande BSE (Bovin spongiform encefalopati). Från 1999 till 2004 var hon suppleant för utskottet för miljö, folkhälsa och konsumentfrågor, delegationen till den gemensamma parlamentarikerkommittén EU-Polen och det tillfälliga utskottet för mul- och klövsjuka. Från 2004 till 2009 var hon suppleant för utskottet för internationell handel, delegationen till den gemensamma parlamentarikerkommittén EU-Turkiet och utskottet för miljö, folkhälsa och livsmedelssäkerhet. Thyssen var under sin femte valperiod suppleant för utskottet för miljö, folkhälsa och livsmedelssäkerhet och delegationen för förbindelserna med Folkrepubliken Kina.